# Life Without Sound
Life Without Sound è il quinto album in studio del gruppo indie rock statunitense Cloud Nothings, pubblicato nel 2017.

## Tracce
1. Up to the Surface – 3:59
2. Things Are Right with You – 4:25
3. Internal World – 3:46
4. Darkened Rings – 3:32
5. Enter Entirely – 4:59
6. Modern Act – 4:10
7. Sight Unseen – 3:58
8. Strange Year – 3:27
9. Realize My Fate – 5:26